# El Dabaa

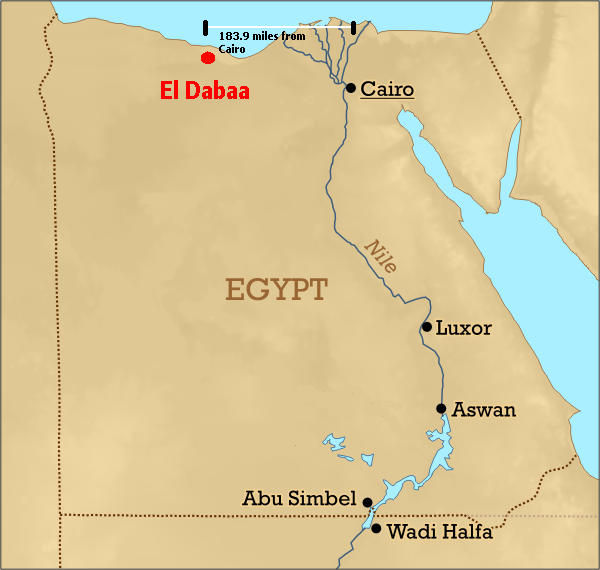
Geografische Lage von El Dabaa

El Dabaa (arabisch الضبعة, DMG aḍ-Ḍabʿa) ist eine Stadt im Gouvernement Matrouh, Ägypten. Die Stadt liegt 296 km von Kairo entfernt an der Nordküste und wird vom internationalen Flughafen El Alamain angeflogen. Im Jahr 2017 hatte El Dabaa eine geschätzte Einwohnerzahl von 49.805. Nahe der Stadt entsteht das Kernkraftwerk El Dabaa.

## Nuklearprojekt El Dabaa
Die Bewohner von El Dabaa beschlossen, das Land aufzugeben. Die Streitkräfte dankten den Bewohnern von El Dabaa für ihren Beitrag zur Übergabe des für die Errichtung des Kernkraftwerks vorgesehenen Grundstücks. In einer am 30. September 2013 veröffentlichten Erklärung erklärte der Sprecher der ägyptischen Armee, Ahmed Mohammed Ali, dass die Armee sich verpflichtet habe, die notwendigen Verfahren zur Entschädigung der von dem Projekt Betroffenen einzuleiten.
Am 7. November 2013 kündigte Präsident Adly Mansour an, dass das Atomprogramm wieder aufgenommen werden soll. Am 14. November 2013 erklärte ein Sprecher des Elektrizitätsministeriums namens Aktham Abouelela, dass die Ausschreibung für den Bau des Reaktors im Januar 2014 beginnen wird, obwohl sich die Veröffentlichung bis Ende 2014 verzögert hat. Das Zieljahr für die Inbetriebnahme ist 2019; die Anlage würde 60 Jahre lang genutzt werden. Die Anlage würde als Leichtwasserreaktor arbeiten und hätte eine Leistung von 950 bis 1.650 Megawatt.
Im November 2015 und im März 2017 unterzeichnete Ägypten Vorverträge mit dem russischen Atomkonzern Rosatom für einen ersten WWER-1200-Block, der 2024 in Betrieb gehen soll. Im November 2017 wurden in Anwesenheit des ägyptischen Präsidenten Abdel Fattah el-Sisi und des russischen Präsidenten Wladimir Putin Vorverträge für den Bau von vier WWER-1200-Blöcken unterzeichnet.

## Geschichte
Im Zweiten Weltkrieg wurden deutsche Kriegsgefangene, auch Antifaschisten aus der 4. Kompanie XIII. Bataillon 999, in großen Lagerblocks in El Daaba untergebracht. Peter Steinbach betont, dass die Kriegsgefangenschaft in vielen überlieferten Erinnerungen der Soldaten eine Erfahrung der Leere, des Versagens und der Unsicherheit war. Die deutschen Soldaten, die dem militärischen Ehrenkodex der Wehrmacht verpflichtet waren, wurden mit westlichen demokratischen Wertevorstellungen konfrontiert, was viele politische Konflikte provozierte.  Außerdem hatten die Kriegsgefangenen beträchtliche Schwierigkeiten mit dem Klima. Die heißen Winde und Sandstürme im Frühjahr, eine stehende Hitze im Sommer und eine empfindliche Kälte in den Sommermonaten beeinträchtigten das Leben der Gefangenen merklich. Es gab eine kalorienreduzierte Kost. 

## Klima
Das Köppen-Geiger-Klimaklassifizierungssystem stuft das Klima als heiße Wüste (BWh) ein, doch wird es durch die Nähe zum Mittelmeer entlang der Nordküste Ägyptens stark gemildert.